# Крепост
Крепост (болг. Крепост) — село в Болгарии. Находится в Хасковской области, входит в общину Димитровград. Население составляет 1 680 человек.

## Политическая ситуация
В местном кметстве Крепост, в состав которого входит Крепост, должность кмета (старосты) исполняет Петыр Янакиев Митев (независимый) по результатам выборов правления кметства.
Кмет (мэр) общины Димитровград — Стефан Димитров Димитров (коалиция партий: Союз свободной демократии (ССД), Земледельческий народный союз (ЗНС), Болгарская рабочая социал-демократическая партия (БСДП), «Новые лидеры» (НЛ)) по результатам выборов в правление общины.